# Osaka Shion Wind Orchestra
 (juillet 2018).
Si vous disposez d'ouvrages ou d'articles de référence ou si vous connaissez des sites web de qualité traitant du thème abordé ici, merci de compléter l'article en donnant les références utiles à sa vérifiabilité et en les liant à la section « Notes et références ».

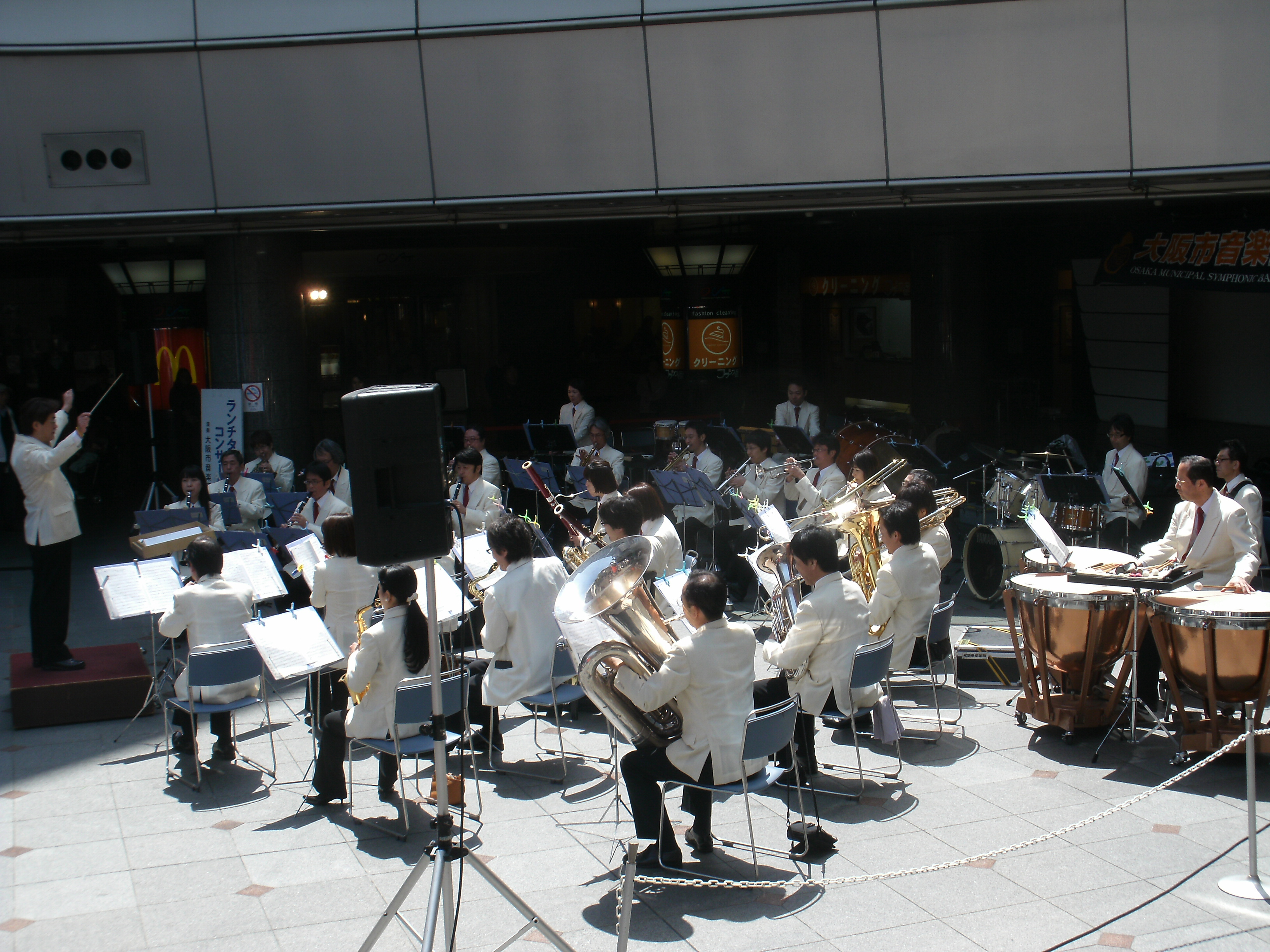
Orchestre de la ville d'Osaka à Namba, O-CAT

L'Osaka Shion Wind Orchestra (オオサカ・シオン・ウインド・オーケストラ, Ōsaka Shion Uindo Ōkesutora), appelé anciennement Osaka Municipal Symphonic Band (大阪市音楽団, Ōsaka-shi Ongakudan) (OMSB), Orchestre à Vent de la Ville d'Osaka , aussi connu actuellement simplement comme Shion (市音, シオン) est un orchestre professionnel basé à Osaka, au Japon. L'OMSB a été créé en 1923, ce qui en fait le plus ancien orchestre à vent du Japon. L'OMSB était sous la gestion directe de la ville d'Osaka.

## Histoire
L'origine de l'OMSB est à chercher dans l'Orchestre de la 4e division de l’armée impériale du Japon (大日本帝国陸軍第4師団軍楽隊, Dai-Nippon Teikoku Rikugun Daiyon Shidan Gungakutai) fondé en 1888.

### Orchestre de la Quatrième Division de l’Armée impériale du Japon
- Le 28 février 1888 - Le Troisième orchestre Militaire est attaché à la garnison d'Osaka
- Le 6 mars 1888 - Le chef d'orchestre et un orchestre de cinquante instrumentistes ont pris leurs fonctions.
- Le 14 mai 1888 - Avec la réorganisation du système militaire, la garnison d'Osaka est abolie et la quatrième division est formée.
- Le 25 mars 1923 - L'orchestre de la 4e Division est dissout en raison d'un désarmement. Un concert d'adieu est donne au Music-hall de Tennoji.

### Orchestre Symphonique Municipal d'Osaka
- Le 1er juin 1923 - Des bénévoles anciens membres de l'orchestre fondent le Osaka Music Band (大阪市音楽隊, Ōsaka-shi Ongakutai?).  Ils reçoivent une subvention de la ville d'Osaka et lèvent quelques revenus avec leurs spectacles.
- Le 1er avril 1934 - l'OMSB passe sous la gestion directe de la ville d'Osaka, et tous ses membres deviennent des fonctionnaires de la ville.
- Le 22 juin 1946 - l'orchestre est renommé Osaka Municipal Symphonic Band (大阪市音楽団, Ōsaka-shi Ongakudan?).
- Depuis 1962 - l'OMSB joue en mars chaque lors de la cérémonie d'ouverture du Tournoi lycéen de Baseball sur Invitation au stade Koshien.

### Orchestre À Vent de la Ville D'Osaka
- Avril 1, 2014 - OMSB est privatisée. Le nom anglais devient Osaka City Wind Orchestra.

### Osaka Shion Wind Orchestra
- Juillet 1, 2014 - Le nom anglais devient Osaka Shion Wind Orchestra.
- Mars 16, 2015 - le nom de l'orchestre devient Osaka Shion Wind Orchestra (オオサカ・シオン・ウインド・オーケストラ, Ōsaka Shion Uindo Ōkesutora?).

## Chefs d'orchestre
- Hong-Jae Kim (1991 - 1994 Chef d'orchestre principal)
- Heinz Friesen (nl) (1995 - 1998 Chef d'orchestre principal)
- Shunsaku Tsutsumi (1998 - 2002 Conseiller artistique, Chef d'orchestre principal)
- Kazumasa Watanabe (2001 - 2002 Chef d'orchestre principal invité)
- Kazuyoshi Akiyama (2003 - Chef D'orchestre special, Conseiller artistique)
- Kazuhiko Komatsu (2007 - 2013 Chef d'orchestre principal invité)
- Akira Miyagawa (2010 - 2013 Directeur artistique, 2014 - Directeur de la musique)
- You Nishimura (2017 - 2020 Chef d'orchestre résident)